# مراسلو الجزيرة
مراسلو الجزيرة برنامج مسجل يبث كل اسبوعين لأخبار مصورة يعرضها مراسلون من كافة أنحاء العالم